# Mario Cárdenas
Mario Alberto Cárdenas Virrey (n. Guaymas, Sonora, México, 23 de agosto de 1993) es futbolista mexicano. Es delantero y su actual equipo es Reboceros de La Piedad.

## Carrera
Debutó el 18 de agosto del 2012 en la derrota del Santos contra Club Universidad Nacional por marcador de 1-2, entrando en el minuto 76 por Carlos Darwin Quintero. El 30 de noviembre de 2013 Santos venció de visitante por marcador de 0-1 al Club León en el Estadio León y así se coronó campeón del Torneo Apertura 2013 Sub-20.

## Selección nacional

### Selecciones Inferiores
Fue convocado por el equipo Sub-18 para jugar la Copa del Atlántico (Canarias).

## Estadísticas
Actualizado el 20 de mayo de 2013.
| Santos Laguna · México                                                               |               |               |    |   |   |   |   |    |    |   |
| 1ª                                                                                   | 2012-13       | 13            | 0  | 0 | 0 | 6 | 0 | 19 | 0  |   |
| 1ª                                                                                   | 2013-14       | 0             | 0  | 0 | 0 | 0 | 0 | 0  | 0  |   |
| Total club                                                                           | Total club    | 13            | 0  | 0 | 0 | 6 | 0 | 19 | 0  |   |
| Total carrera                                                                        | Total carrera | Total carrera | 13 | 0 | 0 | 0 | 6 | 0  | 19 | 0 |
| (1)Incluye datos de la Copa México (2)Incluye datos de la Concacaf Liga de Campeones |               |               |    |   |   |   |   |    |    |   |

## Palmarés

### Campeonatos nacionales
| Título                            | Equipo        | País   | Año    |
| --------------------------------- | ------------- | ------ | ------ |
| Primera División de México Sub-20 | Santos Laguna | México | 2013-A |